# Universidad de Lucerna
La Universidad de Lucerna (alemán: Universität Luzern, UNILU) es una institución de educación superior con sede en Lucerna, Suiza. Con solo 1,460 estudiantes de pregrado y 1,258 de postgrado, es una de las universidades más pequeñas de Europa. A pesar de su tamaño, tiene cierta reputación internacional en varias áreas. Los estudios superiores han ido evolucionando en Lucerna a lo largo del tiempo desde el siglo XVII, cuando arrancaron los primeros cursos de Filosofía y Teología. La facultad de Teología fue establecida en 1938, mientras que el departamento de Historia fue creado el 1 de agosto de 1989. En 1993, se creó la facultad de Humanidades. Tras una votación popular, la Universidad de Lucerna fue aprobada en el año 2000.

## Historia
De resultas de la Reforma protestante, y debido a la pérdida de Basilea como un tradicional sede de la educación superior católica suiza, se fundó en 1574 el Colegio de los Jesuitas de Lucerna, a sugerencia de Carlos Borromeo, arzobispo de Milán. Con la fundación de la Universidad de Friburgo, en 1889, las posibilidades de una nueva universidad en Lucerna se redujeron significativamente. Esta situación prevaleció hasta la década de 1920, cuando volvió a replantearse la idea de crear una Universidad Católica con campus en Friburgo y Lucerna, aunque no llegó a buen puerto. 

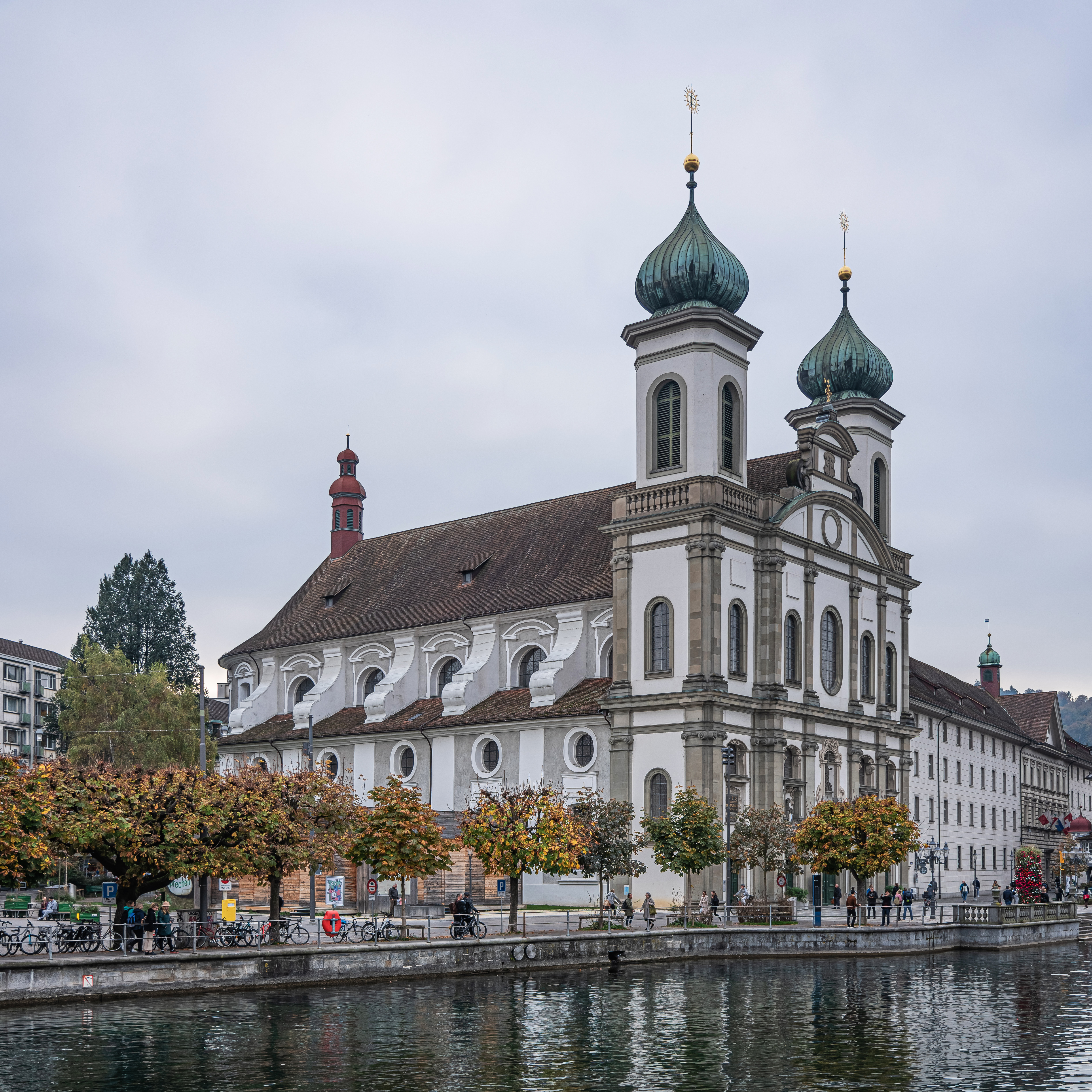
La Universidad de Lucerna hunde sus raíces en el Colegio de los Jesuitas, fundado en 1574.

En 1978, un primer proyecto de creación de una universidad no confesional en Lucerna fue rechazado en un referéndum local. A pesar de este revés, el Consejo Federal Suizo había reconocido en 1973 al Instituto Teológico como institución acreditada de educación superior. En 1985 al Instituto Teológico se le dotó de un nuevo "Instituto de Filosofía" y de un "Departamento de Historia" en 1989. Estas tres instituciones, posteriormente, se combinaron para formar la Facultad de Humanidades de la futura Universidad de Lucerna, en 1993. Finalmente, en el año 2000, el referéndum sobre el establecimiento de una universidad en Lucerna fue aprobado por mayoría. Con la entrada en vigor de la ley de 1 de octubre de 2000, la antigua institución de educación superior se convirtió en una universidad pública. En 2001, se dotó de una nueva facultad y en 2005 obtuvo el reconocimiento a través de un decreto del Consejo Federal Suizo.

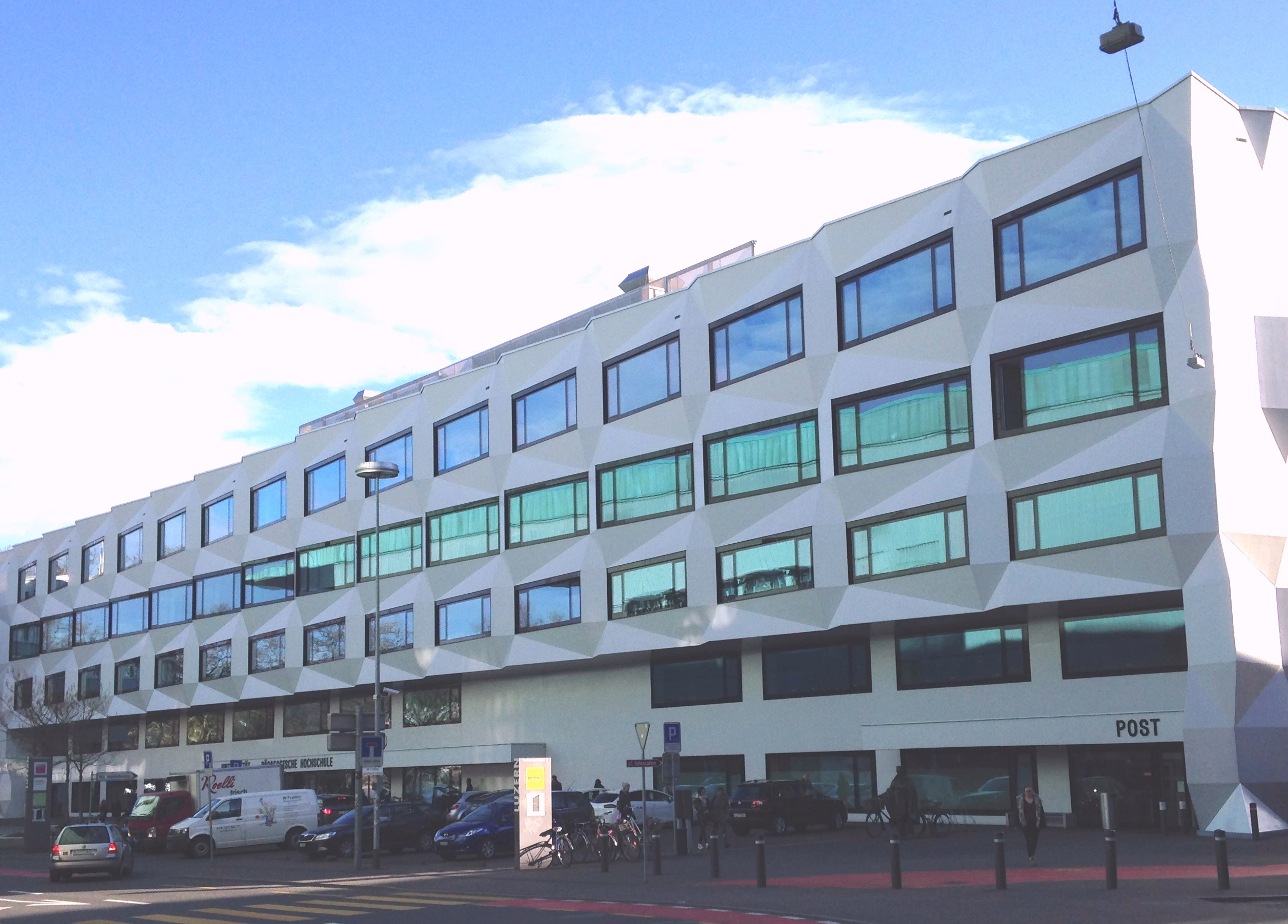
Edificio principal de la universidad, inaugurado en 2011.

En los primeros años de su existencia, la universidad no tenía grandes locales y operaba en una serie de edificios repartidos por toda la ciudad de Lucerna. En la primavera de 2006, los votantes de Lucerna aprobaron la compra de un edificio apropiado para la nueva universidad y la aportación de ocho millones de francos suizos para el diseño y planificación de un nuevo campus universitario. Poco después, en noviembre de 2006, el cantón aprobó en referéndum la concesión de un préstamo de alrededor de 140 millones de francos suizos para la construcción del proyectado edificio central de la universidad, un antiguo edificio del servicio postal que recientemente había sido desocupado. Los trabajos de construcción del nuevo edificio de la universidad se iniciaron en 2007 y se completaron en 2011, permitiendo a la universidad trasladarse a su nueva sede en septiembre de ese año.
Más recientemente, el 30 de noviembre de 2014, los votantes del cantón de Lucerna aprobaron en referéndum una enmienda a la Ley de universidades por la cual se prevé el establecimiento de una facultad de Economía, y la financiación y desarrollo de la misma en los próximos años, con la participación de terceros en dicha financiación, a través de las empresas, fundaciones y particulares. La nueva facultad se inauguró en 2016 con alrededor de 200 estudiantes.

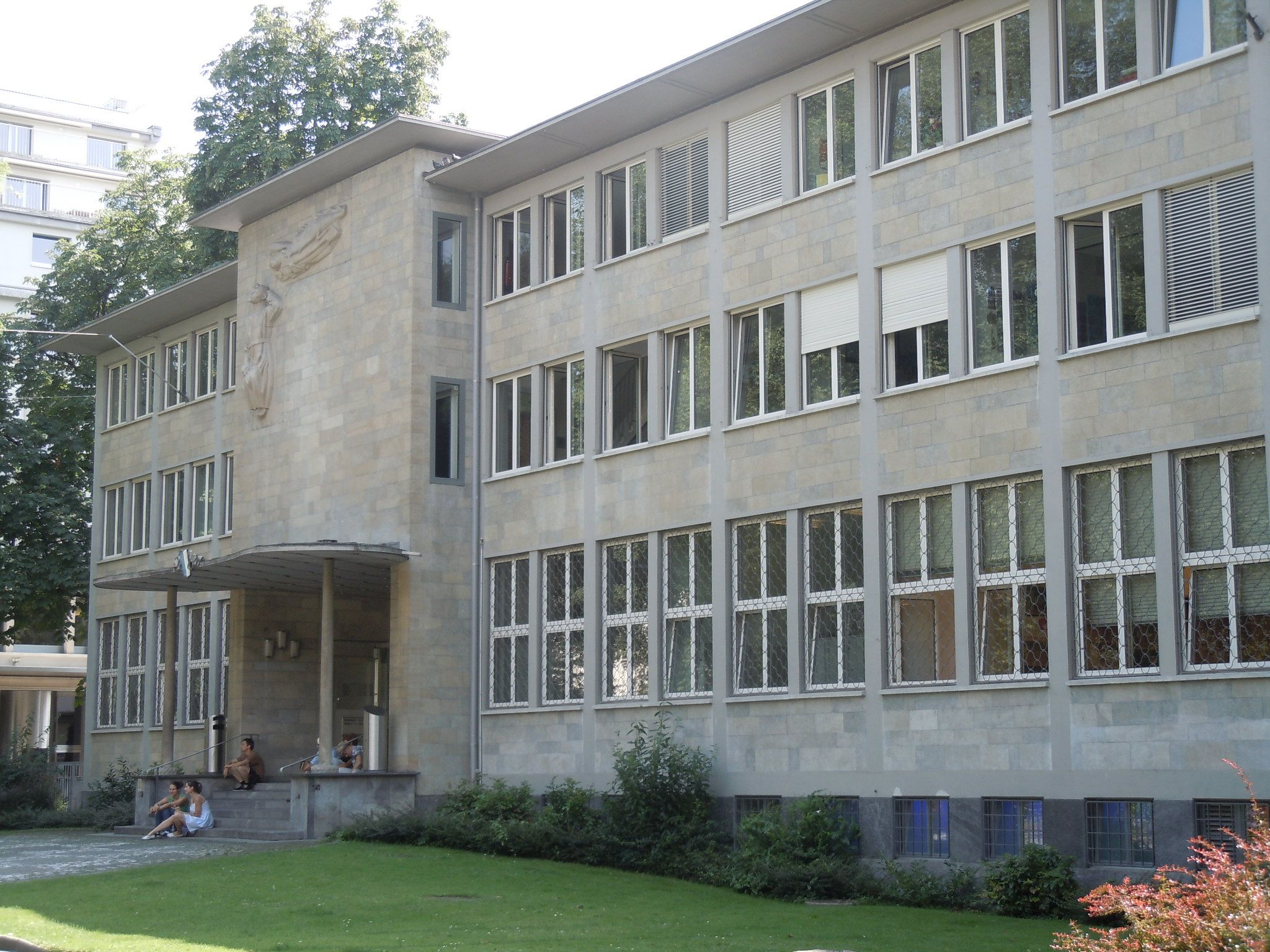
Edificio sede de la Biblioteca de la Universidad.

## Facultades
La Universidad de Lucerna tiene cuatro facultades: Teología, Humanidades y Ciencias Sociales, Economía y Derecho. Sus departamentos y centros dependientes son los siguientes (algunos con sus nombres en inglés):

### Economía
- Centre for Human Resource Management

### Humanidades y Ciencias Sociales
- Departamento de Etnología
- Departamento de Historia
- Departamento de Economía
- Departamento de Filosofía
- Departamento de Sociología
- Departamento de Ciencias Políticas
- Departamento de Estudios de las Religiones
- Departamento de Ciencias de la Salud

### Centros Interdisciplinares
- Institute of Jewish-Christian Research (IJCF)
- Centre for Comparative Constitutional Law and Religion (CCCLR)
- Centre for Religion, Economy and Politics (ZRWP)
- Centre for Research on Religion

### Derecho
- Centre for Conflict Resolution (CCR)
- Research Centre for International and European Private Law (FIP)
- Institute Lucernaiuris
- State Attorney Academy
- Centre for Law and Health (CLH)
- Centre for Law and Sustainability (CLS)
- Business Law Institute (IFU-BLI)
- Lucerne Centre for Social Security Law (LuZeSo)
- Centre for Logistics and Transport Law (KOLT)

### Teología
- Department of Specialized Theological Studies for Students with pastoral experience (DBW)
- Ecumenical Institute (ÖI)
- Institute of Social Ethics (ISE)
- Institute of Religious Education (RPI)
- Institute of Advanced Training in Practical Theology (IFOK)

## Clasificación
El Departamento de Ciencias Políticas fue incluido en 2010 entre los mejores de Suiza.